# Luciano Fabián Monzón
Luciano Fabián Monzón, född den 13 april 1987 i Monzario, Argentina, är en argentinsk fotbollsspelare som för närvarande spelar i chilenska Universidad de Chile. Vid fotbollsturneringen under OS 2008 i Peking deltog han i det argentinska U23-laget som tog guld. 